# Польско-литовская война
Польско-литовская война — вооружённый конфликт между Польшей и Литвой в 1919—1920 годах из-за территориальных споров о Виленском крае и других территориях.

## Возникновение конфликта
Возникшие в 1916—1918 годах польские и литовские национальные комитеты, действовавшие с согласия германских оккупационных властей, претендовали на Виленский край. После поражения в Первой мировой войне и в соответствии с договором о перемирии с Антантой от 11 ноября 1918 года немецкие войска начали отходить с оккупированных территорий, но по-прежнему удерживали территорию вокруг Вильно. 5 января 1919 года, после непродолжительных боев, Вильно было занято советскими войсками, вытеснившими отряды созданной к этому времени польской самообороны. В начале 1919 года на мирной конференции в Париже начались польско-литовские переговоры о форме своих будущих границ. 5 февраля в Белостоке было подписано польско-германское военно-политическое соглашение, по которому во второй половине февраля началось выдвижение польских войск в Литву через еще контролируемую немецкими военными властями территорию.

## Развитие конфликта
19 апреля 1919 года польская армия вытеснила из Вильно части Красной армии и стала продвигаться вглубь Виленского края. 26 апреля Верховный совет Антанты призвал Польшу и Литву к разрешению конфликта. В конце апреля 1919 года в Варшаву прибыла небольшая делегация литовского правительства для переговоров с польским руководством. Ее возглавил министр иностранных дел Юргис Шаулис. Она добивалась официального признания польской стороной независимой Литвы в составе Ковенской, Виленской, Сувалковской, Гродненской губерний и ряда уездов Минской губернии. Переговоры, завершившиеся в начале мая, никаких результатов не дали.
4 мая 1919 года поляки потребовали от властей Литвы в течение 24 часов отдать им городок Вевис. Не рассчитывая на победу вследствие большого неравенства сил, правительство Литвы обратилось к державам Антанты с просьбой о вмешательстве. Благодаря нажиму Франции и Англии войну удалось предотвратить. Конференция послов провела первую демаркационную линию 18 июня 1919 года, проходившую примерно в 5 км к западу от железной дороги Гродно-Вильно-Двинск, основывалась на военной ситуации на местах. Ни поляки, ни литовцы не были удовлетворены линией.
Пограничный спор рассмотрел «Совет Десяти» Парижской мирной конференции, в который входили представители великих держав. Штаб главнокомандующего армиями союзников маршала Фердинанда Фоша разработал проект демаркационной линии между Польшей и Литвой. Этот проект был представлен Совету Десяти 18 июля 1919 года, а 26 июля — утвержден. Предложенная граница получила название «линия Фоша». Она оставляла за Литвой бывшую Сувалковскую губернию (кроме Августова и района к югу от этого города), а на севере проходила в 5 километрах западнее железной дороги Гродно — Вильно — Двинск. Но такой раздел спорной территории не удовлетворил обе стороны — ни литовскую, ни польскую. Польские подразделения зашли уже далеко на запад от линии Фоша, кое-где на 30-40 километров, и возвращаться назад не собирались. Поэтому польские власти не позволили установить данную линию на местности. Правительство Польши по-прежнему отказывалось признать Вильно в качестве столицы Литвы.

## Начало боевых действий
7 августа 1919 года литовцы отступили из Сувалок и остановились в этнически смешанных Сейнах и образовали линию на реке Чарна Ханьча — озеро Вигры. После того, как немецкие войска покинули город, 23 августа поляки захватили Сейны и атаковали Лаздияй и Капчяместис, города на литовской стороне линии Фоша. До 28 августа шли ожесточенные бои между польскими и литовскими войсками, однако литовская армия не смогла отбить Сейны.
Одновременно в конце августа — начале сентября тайная Польская военная организация попытались организовать государственный переворот в столице Литвы Каунасе, но этот заговор был раскрыт. После провала переворота в Каунасе в сентябре-октябре произошло множество мелких пограничных инцидентов в районах Укмерге, Вепр, Солок, Капчяместиса. К концу 1919 года фронт стабилизировался, но нестабильная ситуация продолжались в течение первой половины 1920 года. В марте 1920 года бои вспыхнули возле железнодорожных станций в Калкунах и Турмантах. В связи с серьезным бюджетным кризисом Литва сократила армию примерно до 25 000 человек.
Во время наступления польской армии в союзе с частями Петлюры на территории УНР в ходе советско-польской войны 12 июля 1920 года советское правительство заключило Московский договор о признании независимого литовского государства (со столицей в Вильнюсе и обширными территориями этнически белорусских земель к юго-востоку от города, включая Гродно, Ошмяны, Лиду). Во время июльского наступления РККА 14 июля (3-й кавалерийский корпус Г. Гая) занял Вильно, 19 июля — Гродно. После вывода советских войск из Вильно (26 августа) в город 28 августа вступили литовские войска.

## Активизация боевых действий
Однако после победы под Варшавой польские войска перешли в наступление и, преследуя отступавшие советские войска, одновременно атаковали на широком фронте литовские части в районе Сувалок. 28 сентября были заняты Августов, 31 сентября — Сувалки и Сейны. Литовская сторона была готова отдать Сувалкский край в обмен на признание Польшей литовских претензий на Вильно. Переговоры начались вечером 29 сентября 1920 года. Обе стороны согласились на перемирие, но только к западу от реки Неман (Сувальский край). Бои к востоку от реки продолжались в районе Марцинкониса, Жервиноса, Перлои, Эйшишек, которые прекратились только 6 октября, когда польские войска захватили железнодорожную станцию в Варене.
Для предотвращения дальнейших столкновений под давлением военной контрольной комиссии Лиги Наций 7 октября 1920 года в городе Сувалки был подписан договор, предусматривавший прекращение боевых действий, обмен пленными и демаркационную линию, разграничивающую литовские и польские войска. В договоре не было ни одного упоминания о Вильно или Виленском крае. Прекращение огня действовало только вдоль линии разграничения, которая проходила через Сувалкский край до железнодорожной станции в Бастунах.

## Мятеж Желиговского
Договор должен был вступить в действие 10 октября 1920 года. Но накануне, 9 октября, польские войска 1-й литовско-белорусской дивизии генерала Люциана Желиговского заняли Вильно. 12 октября Желиговский провозгласил себя верховным правителем созданного им же государства «Срединная Литва» (до проведения выборов в орган, полномочный решать судьбу края).
18 октября литовская армия начала безуспешное контрнаступление, пытаясь вернуть Вильно, но 22-го была вынуждена отступить. Боевые действия по требованию Лиги Наций были прекращены после боёв под Гедройцами (19 ноября) и Ширвинтами (21 ноября), удачных для литовцев. 21 ноября под давлением Лиги Наций было подписано временное прекращение огня. 29 ноября представители Литвы и Польши в Каунасе подписали протокол, по которому с 30 ноября прекращались военные действия, Контрольной комиссии поручалось создание нейтральной зоны шириной 6 км и производился обмен пленными. После этого Лига Наций пыталась урегулировать конфликт путём создания федерации Польши и Литвы (План Гиманса), но безрезультатно.

## Последствия
По резолюции Виленского сейма, образованного выборами 8 января 1922 года, принятой 20 февраля 1922 года, и Акту воссоединения Виленского края, принятому Учредительным сеймом в Варшаве 22 марта 1922 года, Виленский край в одностороннем порядке вошёл в состав Польши. После того, как в январе 1923 года литовцы захватили Клайпедский край, Лига Наций признала литовские интересы в Клайпеде в качестве адекватной компенсации за потерю Вильно. 15 марта 1923 года Конференция послов признала Виленский край частью Польши. В 1926 году на территории края было сформировано Виленское воеводство.
Литва не признала аннексию Вильно и до 1938 года не поддерживала дипломатических отношений с Польшей.
10 октября 1939 года, после ликвидации Польского государства, СССР передал Вильно и часть Виленского края независимой Литве. В октябре 1940 года в состав Литовской ССР была включена ещё небольшая часть Виленского края, в 1939 году присоединённая к БССР.